# Bergedorf (Worpswede)
Bergedorf ist ein Ortsteil der Gemeinde Worpswede im Landkreis Osterholz in Niedersachsen.

## Geschichte
Bergedorf wurde im Rahmen der Moorkolonisierung des Teufelsmoor im Amt Osterholz um 1769 gegründet. Um 1758 wurde das Vorhaben, die gut 1617 Morgen (404 ha) zwischen Ottersberg und Osterholz zu erschließen, etappenweise umgesetzt. 1761 wurde das erste Dorf (Ostersode) in dem Gebiet besiedelt. Nach Ostersode folgten 1766 Wörpedahl und zum Schluss das östlich von Wörpedahl liegende Bergedorf (1769). Diese drei Dörfer sind typische staatliche Moordörfer, wie sie ab 1760 im Gebiet rund um das Teufelsmoor durch den Moorkommissar Jürgen Christian Findorff erschlossen wurden.
Dietrich Heinrich Stöver hielt 1789 in seinen "Beyträgen zur näheren Kenntniss der Staaten und den neuen Weltbegebenheiten" fest, dass Bergedorf 1779 über 28 Feuerstellen, mit 3 Häusern und 4 Hütten verfügte, in denen 7 Väter, 7 Mütter, mit 6 Knaben und 8 Mädchen wohnten. Stöver berichtete zugleich von 7 Hornvieh, 2 Schafen sowie 4 Bienenvölkern. Das Moorland wurde mit 1400 Morgen beziffert. Bei der Volkszählung im Jahr 1871 wurden in 58 Wohngebäuden 358 Einwohner gezählt. Im Jahr 1910 hatte der Ort 413 Einwohner.
Jahre später wurde auch das angrenzende Neu-Bergedorf, das sich hinter den Hofstellen des Ostteils von Bergedorf und Adolphsdorf befand, erschlossen, anschließend auch der westliche Teil von Neu-Bergedorf, der am Bergedorfer Kirchdamm liegt. Dieses diente auch dem Bedarf an Tagelöhnern, die bereits in den Geestdörfern selbständig ihre Stellen angelegt hatten. Um dieses zu kontrollieren und um diese Bauern gezielt klein zu halten, wurde Neu-Bergedorf durch den Staat kontrolliert erschlossen. Die Hofstellen wurde als halbe Hofstellen angelegt, und nicht wie in Bergedorf, als ganze. So wurde sichergestellt, dass die Tagelöhner auf die Arbeit auf den Dorfhofstellen angewiesen blieben. So besteht eine Hofstelle in Osten von Bergedorf aus gut 20 Morgen Land und im Parallel gegenüberliegenden Neu-Bergedorf aus 10 Morgen Land. So ist es bis heute so, dass hinter einer Hofstelle in Bergedorf zwei Hofstellen in Neu-Bergedorf liegen. Diese wurden auch nach und nach von Tagelöhnern besiedelt, die nebenbei auf den Hofstellen in Bergedorf halfen. Allerdings konnten nicht alle anfänglichen Siedler den in Neu-Bergedorf bescheidenen Gegebenheiten gerecht werden, und so stehen heute lange nicht mehr alle der um 1880 rund 20 Hofstellen bebaut da. Eine der früher fortlaufenden Reihensiedlung in Neu-Bergedorf ist heute nur noch in der Mitte vom Neu-Bergedorfer Damm zwischen den Hausnummer 12 und 16 beziehungsweise seit 2013 wieder bis Nummer 10 zu erkennen.

## Gebäude
- Hofanlage Bergedorfer Straße 1 von um 1850 und 1900, zumeist in Fachwerk

## Persönlichkeiten
- Johann Wilckens (1906–1957), Straßenbahner, Bremer Politiker (Sozialistische Reichspartei, SRP) und Mitglied der Bremischen Bürgerschaft